# Estatuto de Autonomía de la Región de Murcia
El Estatuto de Autonomía de la Región de Murcia es la norma institucional básica de la Región de Murcia. El Estatuto fue aprobado por las Cortes Generales mediante la Ley Orgánica 4/1982 de 9 de junio.

## Contenido
El Estatuto recoge que la provincia de Murcia se constituye en comunidad autónoma como expresión de su entidad regional histórica. 

La provincia de Murcia, como expresión de su entidad regional histórica, dentro de la indisoluble unidad de España, se constituye en Comunidad Autónoma, para acceder a su autogobierno, de acuerdo con la Constitución y el presente Estatuto, que es su norma institucional básica.
Artículo 1.1. Estatuto de Autonomía de la Región de Murcia

Así, de acuerdo con la Constitución contiene la denominación de la comunidad, la delimitación de su territorio, la denominación, organización y sede de las instituciones y las competencias asumidas.
El Estatuto establece la capital y sede de las instituciones de la Región en la ciudad de Murcia, aunque reconoce a Cartagena como sede de la Asamblea Regional.

La capitalidad de la Región se establece en la ciudad de Murcia, que será sede de sus órganos institucionales, con excepción de la Asamblea Regional, que la tendrá en la ciudad de Cartagena.
Artículo 5. Estatuto de Autonomía de la Región de Murcia

La norma también establece la bandera y el escudo de la comunidad autónoma, y que ésta tendrá himno propio que debería ser aprobado por Ley de la Asamblea Regional, algo que no ha llegado a ocurrir.

## Reformas
El Estatuto ha sido reformado en cinco ocasiones sin contar la Ley 22/2010, de 16 de julio, del régimen de cesión de tributos del Estado a la Comunidad Autónoma de la Región de Murcia y de fijación del alcance y condiciones de dicha cesión, y otras leyes anteriores de esta materia, puesto que estas modificaciones no tienen la consideración de reforma del Estatuto de Autonomía.
En marzo de 1991, se produjo la primera, que estableció las elecciones el cuarto domingo de mayo cada cuatro años. 
El 28 de febrero de 1992 se produjeron los Acuerdos Autonómicos entre el PSOE y el PP que aumentaron las competencias de varias autonomías entre las que estuvo incluida la Región. Ésta ganó competencias en educación y ordenación del litoral, entre otras, mediante la reforma del Estatuto en 1994.
La tercera reforma se produjo el 15 de junio de 1998 y aumentó el número de diputados a fijar por la ley electoral en un intervalo entre 45 y 55 diputados (actualmente se eligen 45). 
Durante la VIII legislatura española, numerosas comunidades decidieron reformar sus Estatutos. En la Región existió una Comisión de Estudio y Valoración para la Reforma del Estatuto aunque no se llegó a materializar ninguna modificación.
La cuarta reforma se realizó en el año 2013 modificando el artículo 30 y permitiendo que el Consejo de Gobierno pudiera dictar Decretos-leyes.
La última modificación del Estatuto de Autonomía se realizó en febrero de 2021 donde se suprimieron los aforamientos de los diputados autonómicos y miembros del Gobierno regional mediante la modificación de los artículos 25 y 33.